# Afrosternophorus nanus
Afrosternophorus nanus är en spindeldjursart som beskrevs av Harvey 1985. Afrosternophorus nanus ingår i släktet Afrosternophorus och familjen Sternophoridae. Inga underarter finns listade i Catalogue of Life.